# Josef Fonfé
Josef Fonfé (* 12. November 1880 in Königshütte, Oberschlesien) war ein deutscher Unternehmer und Gründer der Finanzgruppe Fonfé.

## Leben
Fonfé war insbesondere mit der Deutschen Verkehrsbank in Berlin verbunden, deren Gründer und Generaldirektor er war.
Zudem war er in äußerst herausgehobener Funktion für etliche Unternehmen, vor allem in der Finanzbranche, tätig. So war er Vorsitzender des Aufsichtsrats der Berliner Sportpalast A.-G, der Kessel & Röhl Granit- und Marmorwerke A.-G., ebenfalls Berlin sowie der Verbandstoffabrik Arnold Paßmann A.-G., Berlin. Er saß im Aufsichtsrat der Benz-Motorenwerke in Mannheim, die er mitbegründet hatte und deren Vorsitzender er zeitweise auch war. Im Jahre 1922 wurde die Fertigung der Benz & Cie. von Stationärmotoren ausgegliedert und an die Berliner Finanzgruppe Fonfé verkauft.
Fonfé gehörte überdies zum Aufsichtsrat der Reiherstiegwerft zu Hamburg. Fonfé war einer der bedeutendsten deutschen Unternehmer der 1920er Jahre, wie es auch in dem Werk „Der alte und der neue Reichtum“ aus dem Jahre 1925 dargestellt worden ist. Er macht sich insbesondere um die Beziehungen zur Ukraine verdient, weshalb er zum Generalkonsul ernannt worden war. 1927 kam es zu einem Prozess von Fonfé gegen den Bankier Kuhnert, über den deutschlandweit berichtet wurde. Kuhnert wurde dabei zu 6 Monaten Gefängnis verurteilt.
Nach 1933 gehörte er zu den ausgebürgerten Deutschen jüdischen Glaubens.

## Trivia
Seine Motor-Yacht „Judith“ galt als der wohl schönste und schnellste Luxus-Seekreuzer Deutschlands und gewann wiederholt sowohl Geschwindigkeits- als auch Schönheitspreise.